# Comuna de Gręboszów
Gręboszów (polaco: Gmina Gręboszów) é uma gminy (comuna) na Polónia, na voivodia de Pequena Polónia e no condado de Dąbrowski. A sede do condado é a cidade de Gręboszów.
De acordo com os censos de 2004, a comuna tem 3601 habitantes, com uma densidade 74 hab/km².

## Área
Estende-se por uma área de 48,63 km², incluindo:
- área agricola: 83%
- área florestal: 1%

## Demografia
Dados de 30 de Junho 2004:
|                      | Total   | Total | Mulheres | Mulheres | Homens  | Homens |
| -------------------- | ------- | ----- | -------- | -------- | ------- | ------ |
|                      | pessoas | %     | pessoas  | %        | pessoas | %      |
| População            | 3601    | 100   | 1864     | 51,8     | 1737    | 48,2   |
| Densidade (pop./km²) | 74      | 100   | 38,3     | 38,3     | 35,7    | 35,7   |

De acordo com dados de 2002, o rendimento médio per capita ascendia a 1301,19 zł.

## Subdivisões
- Bieniaszowice, Biskupice, Borusowa, Gręboszów, Hubenice, Karsy, Kozłów, Lubiczko, Okręg, Ujście Jezuickie, Wola Gręboszowska, Wola Żelichowska, Zapasternicze, Zawierzbie, Żelichów.

## Comunas vizinhas
- Bolesław, Nowy Korczyn, Olesno, Opatowiec, Wietrzychowice, Żabno